# Conde de Burnay
Conde de Burnay foi um título nobiliárquico criado por Decreto de 7 de Agosto de 1886 do rei D. Luís I de Portugal a favor de Henrique Burnay.
Titulares
1. Henrique Burnay (1838–1909), 1.º Conde de Burnay;
2. Henrique Burnay (1870–1925), 2.º Conde de Burnay;
3. Pedro Henrique Burnay (1904–1964), 3.º Conde de Burnay.